# Estanislau de Kazimierz
|  | Per a altres significats, vegeu «Estanislau». |

Estanislau Sołtys o Estanislau de Kazimierz (Kazimierz Dolny, província de Lublin, 27 de setembre de 1433 - 3 de maig de 1489) va ser prevere i predicador polonès. És venerat com a sant per l'Església Catòlica Romana: la seva canonització va tenir lloc a l'octubre de 2010.

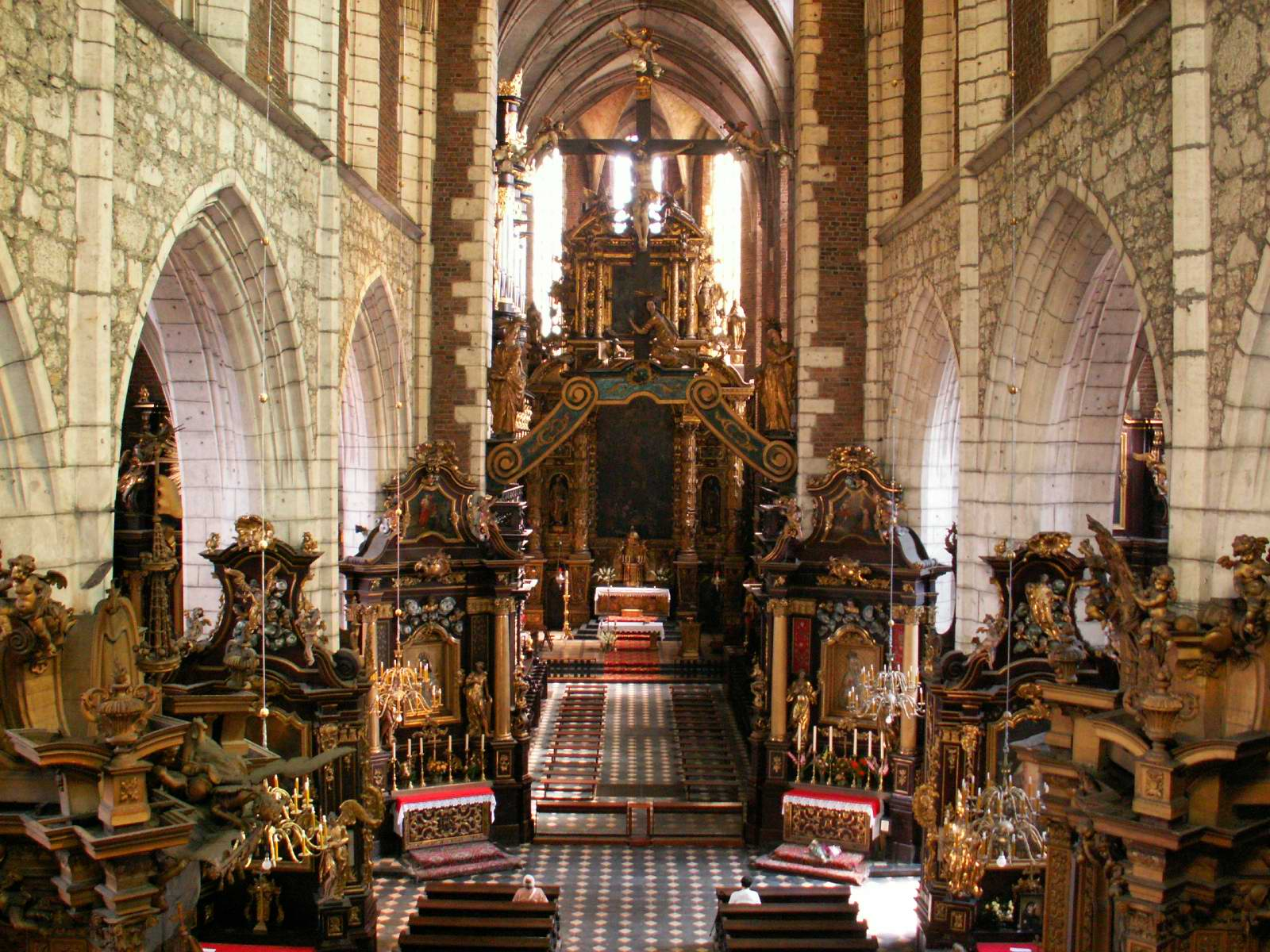
Església del Corpus Domini (Bozego Ciala) de Cracòvia, lloc d'enterrament del sant

## Biografia
Era fill de Maciej i Jadwiga Sołtys, molt pietosos, que el van educar cristianament.
Va doctorar-se en teologia i filosofia a la Universitat de Cracòvia. En 1456 va ingressar a l'orde dels Canonges Regulars del Laterà. Va dedicar la seva vida a la devoció a l'Eucaristia i a la cura dels pobres i els malalts. Fou molt popular com a confessor i predicador. Va ésser prior i mestre de novicis de la seva comunitat canònica, i professor de filosofia i teologia. Va ésser amic de sant Joan de Kenty. Va morir en 1433 per causes naturals.

## Veneració
Poc després de la seva mort, va començar a néixer la devoció envers ell, i cap al 1500 era conegut com el beat Estanislau. La presentació de la causa oficial de beatificació no es va donar fins al 1971, i el 21 de desembre de 1992, Joan Pau II va confirmar-ne el culte.
Joan Pau II el va beatificar en 1993. Benet XVI el va canonitzar el 2010.